# 勃氏鱼海龙
勃氏鱼海龙（学名：Ichthyocampus belcheri）为海龙科鱼海龙属的鱼类，俗名黑海龙。分布于台湾成功、恒春等，常生活于岩礁潮间带。该物种的模式产地在中国。